# María Josefa Recio
Maria Josefa Recio Martín (Granada, 19 de març de 1846 - Ciempozuelos, 30 d'octubre de 1883) fou una vídua i religiosa andalusa, cofundadora de la congregació de les Germanes Hospitalàries del Sagrat Cor de Jesús. Ha estat proclamada serventa de Déu i està en estudi el seu procés de beatificació.

## Biografia
Va néixer a Granada i va quedar orfe de pare als deu anys. Va aprendre a cosir la seva habilitat li permeté, ja als setze anys, de treballar de modista per compte propi, ajudant a mantenir la família. Senzilla i devota, ensenyava altres noies l'ofici, fent, a més, catequesi. Es va guanyar la confiança d'algunes famílies benestants granadines que van fer-la la seva almoinera, per la qual cosa s'encarregava de distribuir els recursos que aquestes famílies destinaven a la beneficència.
El 13 de febrer de 1866 va casar-se amb Antonio Fernández Amador, amb qui visqué quinze anys, fins a quedar vídua sense haver tingut descendència. El 1871, M. Josefa va fer amistat amb María Angustias Giménez Vera. En quedar vídua, va consagrar la seva vida a Déu, juntament amb Angustias, portant una vida laica dedicada a la pregària i les obres de caritat, sota la direcció espiritual d'un sacerdot. En 1877, el pare Benet Menni va fundar a Ciempozuelos un hospital psiquiàtric, essent un pioner en la cura dels malalts mentals a l'Estat; cap al 1880 va pensar de fundar un establiment psiquiàtric exclusivament destinat a les dones, llavors marginades i desprotegides en l'aspecte assistencial. Les dues havien conegut Menni a Granada en 1878 i li demanaren que fos el seu director espiritual; Menni no va voler encarregar-se'n, però en tornar a Ciempozuelos les va convidar a anar-hi per treballar en el projecte de fundació. Les dues van marxar de Granada el 21 de juny de 1880 i van allotjar-se a una caseta vora l'hospital de Ciempozuelos.
Per tenir-ne cura, Menni va pensar de crear una congregació religiosa, que va crear amb la col·laboració de María Josefa i María Angustias, amb qui va començar el noviciat a la casa de Ciempozuelos, formant les dones en els mètodes terapèutics més innovadors, fins que el 31 de maig de 1881 es va fundar la congregació de les Germanes Hospitalàries del Sagrat Cor de Jesús, de la que María Josefa va ésser la primera superiora, prenent el nom de Sor Maria del Sagrament.
Va morir aviat, a 37 anys, el 30 d'octubre de 1883, quan una de les internes a l'hospital, en un atac de follia, la va atacar i li va causar ferides, a causa de les quals va morir la germana. El seu lliurament a la cura dels malalts fins a donar-hi la vida va fer que el poble la considerés com una santa. Sebollida a la capella de l'hospital, és considerada serventa de Déu; el seu procés de beatificació ha estat introduït a la Congregació per a la Causa dels Sants en 1991.